# 1994 CK1
1994 CK1 är en jordnära asteroid. Den upptäcktes 10 februari 1994 av Spacewatch vid Kitt Peak-observatoriet.
Den tillhör asteroidgruppen Apollo.